# Arsenic and Old Lace
Arsenic and Old Lace is een screwball-komediefilm uit 1944 onder regie van Frank Capra. De film is gebaseerd op een toneelstuk van Joseph Kesselring.
De film werd in 1969 opnieuw gemaakt als televisiefilm. In deze door Robert Scheerer geregisseerde versie hadden Lillian Gish, Helen Hayes, Bob Crane, Fred Gwynne en Sue Lyon de hoofdrollen.

## Verhaal
Het is Halloween. Toneelcriticus en tevens playboy Mortimer Brewster is op deze dag getrouwd met Elaine Harper, de dochter van de dominee. Hij besluit het nieuws te vertellen aan zijn twee oudere tantes, die wonen in het ouderlijk huis in Brooklyn. In datzelfde huis woont ook zijn broer Teddy, die denkt dat hij Theodore Roosevelt is. Hier ontdekt hij dat zijn tantes eenzame oude mannen ombrengen door arseen toe te voegen aan hun drankjes. De dames zien dit zelf echter als liefdadigheid, aangezien al hun slachtoffers eenzaam of gedeprimeerd zijn.
Nog meer conflicten ontstaan als Mortimers andere broer Jonathan met diens plastisch chirurg opduikt. Jonathan is een koelbloedige moordenaar en wordt gedurend geassocieerd met Boris Karloff en Frankenstein. Hier ergert hij zich aan. Hij maakt duidelijk Mortimer ook te willen vermoorden. Mortimer zal met al deze problemen om moeten gaan, terwijl zijn bruid ongeduldig in haar ouderlijk huis op hem wacht, klaar voor de huwelijksreis.

## Trivia
- Cary Grant heeft er nooit een geheim van gemaakt dat hij dit zijn minst favoriete film vond.
- Regisseur Capra benaderde eerst Bob Hope, Jack Benny en Ronald Reagan voordat hij Grant de hoofdrol gaf.
- Hoewel de film in 1944 werd uitgebracht, vonden de opnamen al in 1941 plaats.

## Rolverdeling
| Acteur                | Personage              |
| --------------------- | ---------------------- |
| Cary Grant            | Mortimer Brewster      |
| Josephine Hull        | Tante Abby Brewster    |
| Jean Adair            | Tante Martha Brewster  |
| Raymond Massey        | Jonathan Brewster      |
| Peter Lorre           | Dokter Herman Einstein |
| Priscilla Lane        | Elaine Harper          |
| John Alexander        | Theodore Brewster      |
| Jack Carson           | Agent Patrick O'Hara   |
| John Ridgely          | Agent Saunders         |
| James Gleason         | Luitenant Rooney       |
| Edward Everett Horton | Meneer Witherspoon     |